# Hilma Andersson
Hilma Emilia Andersson, född Johansson 25 februari 1868 i Gränna landsförsamling, död 31 mars 1919 i Rogberga församling, var en svensk kvinnosakskvinna. Hon var ordförande för Föreningen för kvinnans politiska rösträtt i Rogberga 1906–1910 och i Föreningen för kvinnans politiska rösträtt i Huskvarna 1910–1915 samt 1916–1918.